# 養老町立笠郷中学校
養老町立笠郷中学校（ようろうちょうりつ かさごうちゅうがっこう）は、かつて岐阜県養老郡養老町にあった公立中学校。

## 概要
- 旧・養老郡笠郷村の中学校であった。1980年、笠郷（笠郷中学校校区）と池辺（組合立今尾中学校校区）、広幡（高田中学校校区）を校区とする養老町立東部中学校の新設により廃校。
- 笠郷小学校に隣接しており、跡地は笠郷小学校の敷地の一部となっている。かつての笠郷中学校の体育館とプールは現存し、笠郷小学校の体育館とプールとして使用されている。また、現在の笠郷小学校校舎（1984年10月竣工）の場所が、笠郷中学校の校舎の跡地に該当する。

## 沿革
- 1947年（昭和22年）4月1日 - 養老郡笠郷村に笠郷村立笠郷中学校として開校。笠郷小学校の校舎の一部を仮校舎とする。
- 1950年（昭和25年）5月16日 - 笠郷小学校の隣接地に校舎（北舎・東舎）が完成し、移転。
- 1951年（昭和26年）9月20日 - 南舎が完成。
- 1954年（昭和29年）11月3日 - 高田町、笠郷村、養老村、広幡村、上多度村、池辺村、小畑村、多芸村、日吉村、合原村の一部と合併し養老町が発足。同時に養老町立笠郷中学校に改称する。
- 1964年（昭和39年）8月 - プールが完成。
- 1971年（昭和46年）12月 - 屋内体育館が完成。
- 1977年（昭和52年） - 笠郷（笠郷中学校校区）と池辺（今尾中学校校区）、広幡（高田中学校校区）で、新たな中学校の設置が決まる。
- 1980年（昭和55年）3月 - 養老町立東部中学校の新設により廃校。